# 2002年热带风暴伯莎
热带风暴伯莎（英語：Tropical Storm Bertha）是一场于2002年8月两次从美国墨西哥湾沿岸地区登陆的弱热带风暴，也是2002年大西洋飓风季的第二个热带低气压和第二场热带风暴。这一天气系统源于8月4日从墨西哥湾北部一直延伸到大西洋的一条低压槽，然后快速组织，并在达到热带风暴强度后不久从路易斯安那州东部登陆。风暴在该州上空转向西南，于8月7日回到墨西哥湾。接下来气旋的组织结构因接近陆地而变得杂乱无章，然后又从德克萨斯州南部登陆，最终于8月9日消散。
伯莎是有纪录以来仅有的三场曾登陆路易斯安那州和德克萨斯州的热带气旋之一，另外两场分别是2001年的热带风暴阿利森和1971年的飓风弗恩。佛罗里达州有一人因遭遇大浪丧生。风暴给沿途地区带去中等程度雨量，其中路易斯安那州东部和密西西比州南部降雨量最高，超过250毫米。风暴造成的破坏程度很轻，总计价值仅有20万美元（2002年美元）。

## 气象历史
2002年8月上旬，墨西哥湾北部到大西洋西部的广阔海域有低压槽存在。低压槽几乎没有移动，其西侧部分于8月3日在墨西哥湾发展成低气压区，东面部分则缓慢组织，之后会发展成热带风暴克里斯托瓦尔。墨西哥湾内的低气压区稳步组织，环流结构逐渐改善，美国国家飓风中心于8月4日晚将位于路易斯安那州伊兹港以东约65公里海域的天气系统归类为第二号热带低气压。受东北向风切变的影响，云层格局起初无法有效组织，但低气压还是在形成仅5小时后就增强为热带风暴并获名“伯莎”（Bertha）。
成为热带风暴后，伯莎的外流结构已有显著改善，风暴北部有层次分明的带状特征持续存在。虽然对流有所减弱，但气象机构认为，系统和陆地之间的摩擦，加上外界温暖大气环境的共同影响，会使气旋中发展出更多深层对流，所以伯莎有可能进一步强化。但是，风暴实际上未能增强，于8月5日清晨以热带风暴强度的最低标准从路易斯安那州普拉克明堂区布斯维尔（Boothville）附近登陆。气旋在路易斯安那州东南部沼泽地带上空行进并缓慢减弱，于当天晚上穿越庞恰特雷恩湖后降级成热带低气压。气象机构起初预计北面的高壓脊会阻止伯莎向西移动，令系统缓慢消散。但风暴实际上却向西南方向移动，于8月7日重返墨西哥湾。环流在陆地上空持续存在，热带低气压伯莎很快就重新发展出对流。但由于外界环境不利，系统距离陆地太近，所以无法重新达到热带风暴标准。气旋在向西南方向前进期间表现出组织结构逐渐改善的迹象，但直至8月9日从克雷伯县金斯维尔（Kingsville）以东登陆德克萨斯州南部时，伯莎仍然只有弱热带低气压强度。气旋在陆地上空迅速减弱，登陆约10小时后就在德克萨斯州南部上空消散。

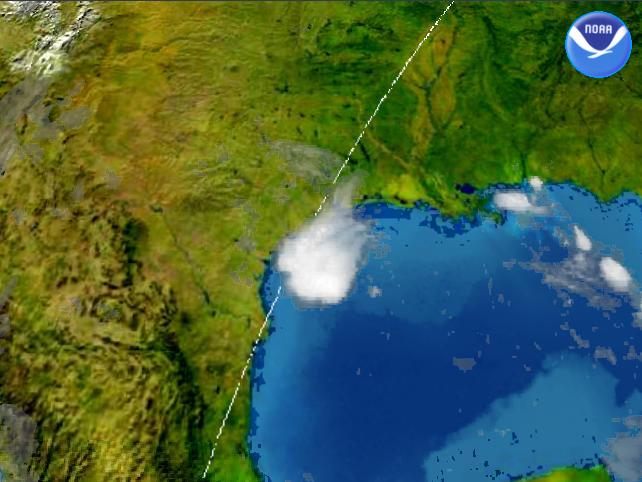
即将登陆德克萨斯州的热带低气压伯莎

## 防灾措施
伯莎升级成热带风暴后，美国国家飓风中心向密西西比州帕斯卡古拉到密西西比河河口之间地区发布热带风暴警告，这时距风暴登陆只剩90分钟。气旋在路易斯安那州上空弱化成热带低气压后，所有警告均予中止。由于伯莎重新增强的可能性很小，所以气象机构没有向德克萨斯州境内地区发布热带气旋警告或观察预警。
美国国家气象局建议墨西哥湾沿岸船只留在港口内，并向阿拉巴马州到佛罗里达州西北狭长地区发布沿海洪灾观察预警。路易斯安那州东部和密西西比州南部还收到洪灾观察预警。

## 影响
之后成为热带风暴伯莎的低气压区在发展成热带天气系统前就给佛罗里达州海岸沿线带去大浪和离岸流。珀迪多礁州立游乐区有两名儿童在无人看守的水域游泳时被离岸流卷走，他们的祖父试图营救，但在恶劣的海况下溺毙，幸有另一家人救下了两个孩子。伯莎的大型环流令佛罗里达州普降小雨，其中彭萨科拉和德斯坦的降雨量达到约70毫米。风暴在阿拉巴马州最南端产生的降雨量超过76毫米，其中多芬岛测得的降雨量甚至超过125毫米。
气旋登陆期间，密西西比州汉考克县的韦夫兰（Waveland）测得1.26米高的风暴潮。当地出现的最大持续风速为每小时50公里，阵风时速则有66公里。受伯莎影响，密西西比州南部普降中到大雨，帕斯卡古拉的总计降雨量达260.35毫米。杰克逊县的莫斯角（Moss Point）因降水引发洪灾，有15至20套房屋和多辆汽车被淹，同样被淹的还有多条道路和街道。整个密西西州一共遭受的损失数额约为5万美元（2002年美元）。
气旋在路易斯安那州降下暴雨，其中降雨量最高的诺伍德达到260毫米。风暴潮大多比正常水平高0.3至0.6米，杜普雷河口的风暴潮达到1.16米。降水致使部分地区出现山洪爆发，圣坦曼尼堂区有多条河流溢出。多条道路和桥梁被洪水覆盖，东费利西亚纳堂区也有少量商户和房屋进水。整个路易斯安那州一共遭受了约15万美元（2002年美元）的损失。
伯莎在德克萨斯州的巴芬湾（Baffin Bay）产生0.9米高的风暴潮。该州降雨量普遍较小，只有局部地区超过25毫米。